# Kuryłówka
Kuryłówka – wieś w Polsce położona w województwie podkarpackim, w powiecie leżajskim, w gminie Kuryłówka, nad Sanem przy ujściu Złotej.
Wieś królewska Kuryłówka, położona była w 1589 roku w starostwie niegrodowym leżajskim w ziemi przemyskiej województwa ruskiego. W latach 1975–1998 miejscowość administracyjnie należała do województwa rzeszowskiego.
Miejscowość jest siedzibą gminy Kuryłówka oraz rzymskokatolickiej parafii św. Józefa w Tarnawcu. W XVIII wieku siedziba starostów leżajskich.
Przez miejscowość przebiega żółty szlak turystyczny z Sandomierza do Leżajska.

## Części wsi
| SIMC    | Nazwa          | Rodzaj    |
| ------- | -------------- | --------- |
| 0653239 | Cztery Chałupy | część wsi |
| 0653245 | Mielniki       | część wsi |
| 0653251 | Polski Koniec  | część wsi |
| 0653268 | Ruski Koniec   | część wsi |

## Kalendarium
Historia Kuryłówki.

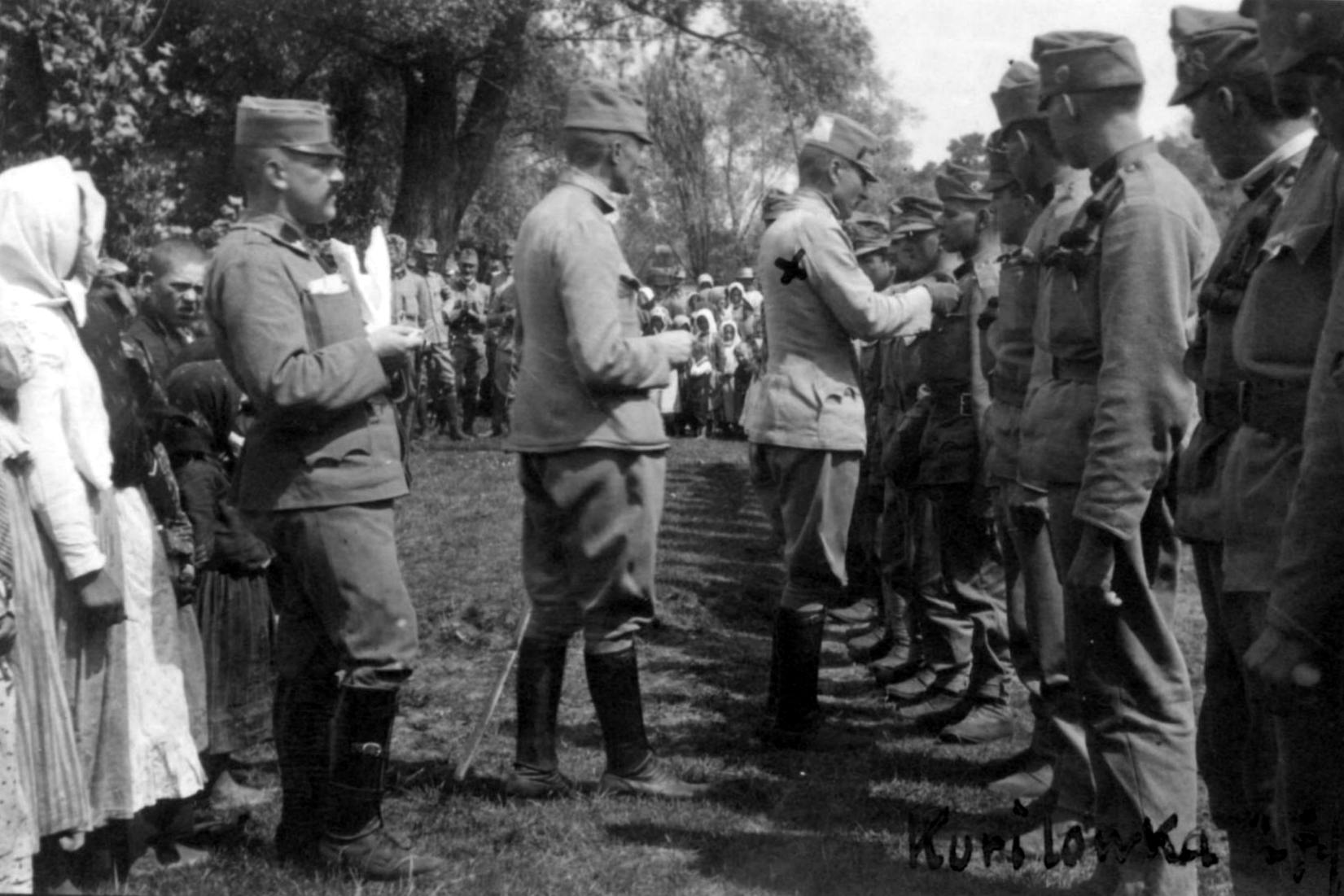
Dekoracja żołnierzy austro-węgierskich w Kuryłówce, 27 czerwca 1915

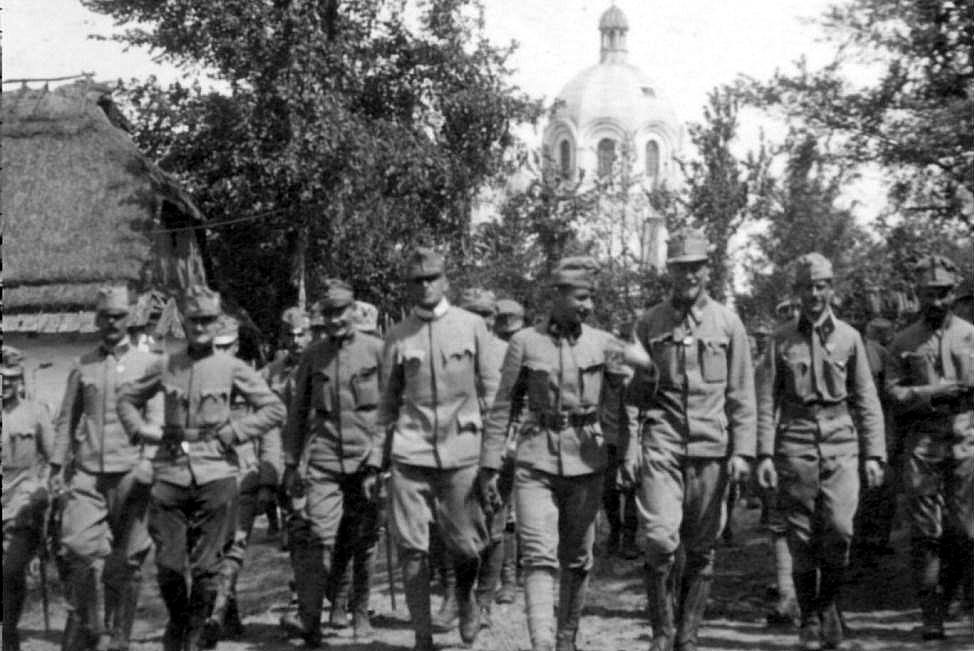
Oficerowie i żołnierze 59 Pułku Piechoty (austro-węgierskiego) w Kuryłówce, 27 czerwca 1915

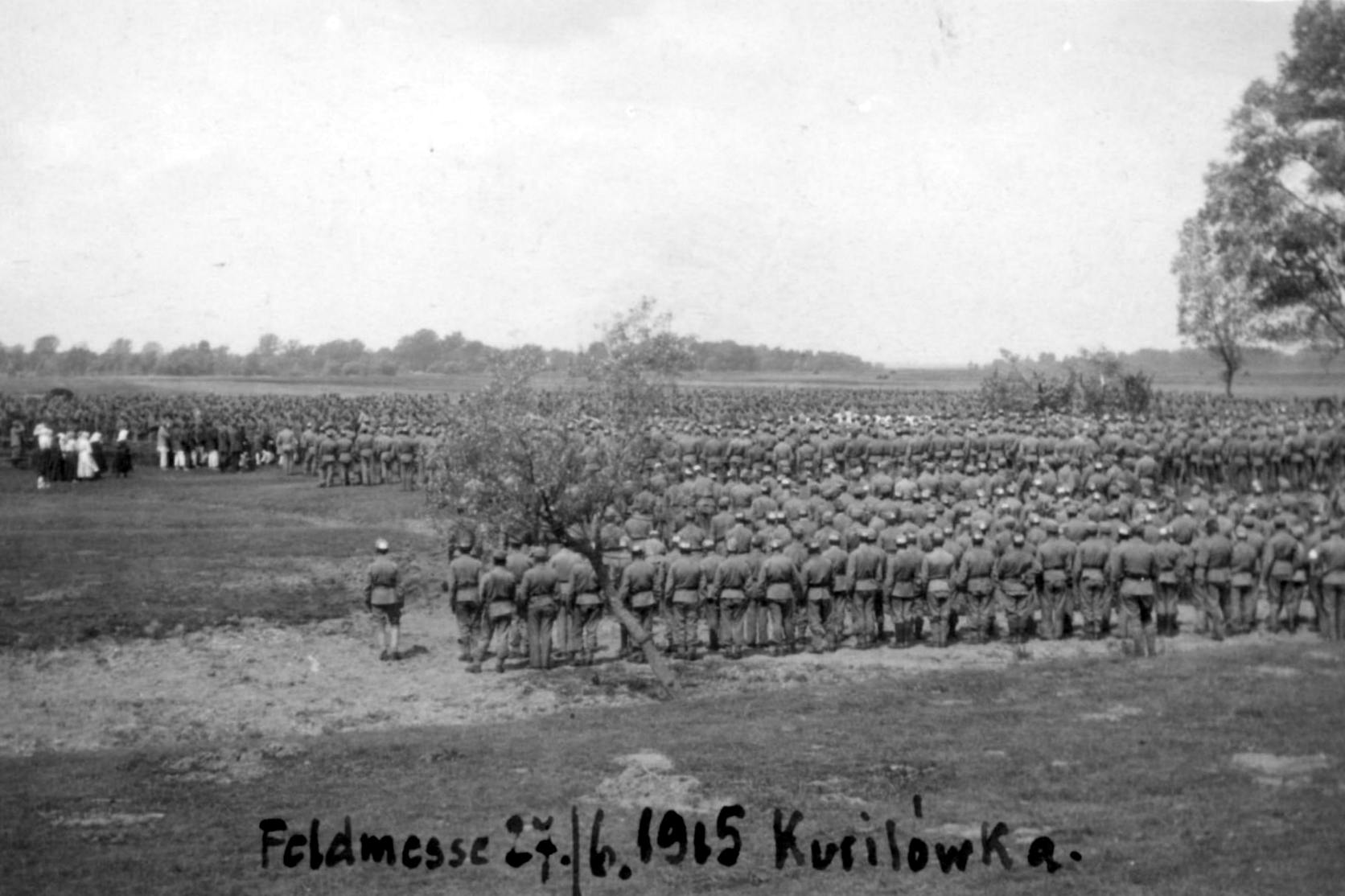
Żołnierze austro-węgierscy w Kuryłówce w 1915 roku

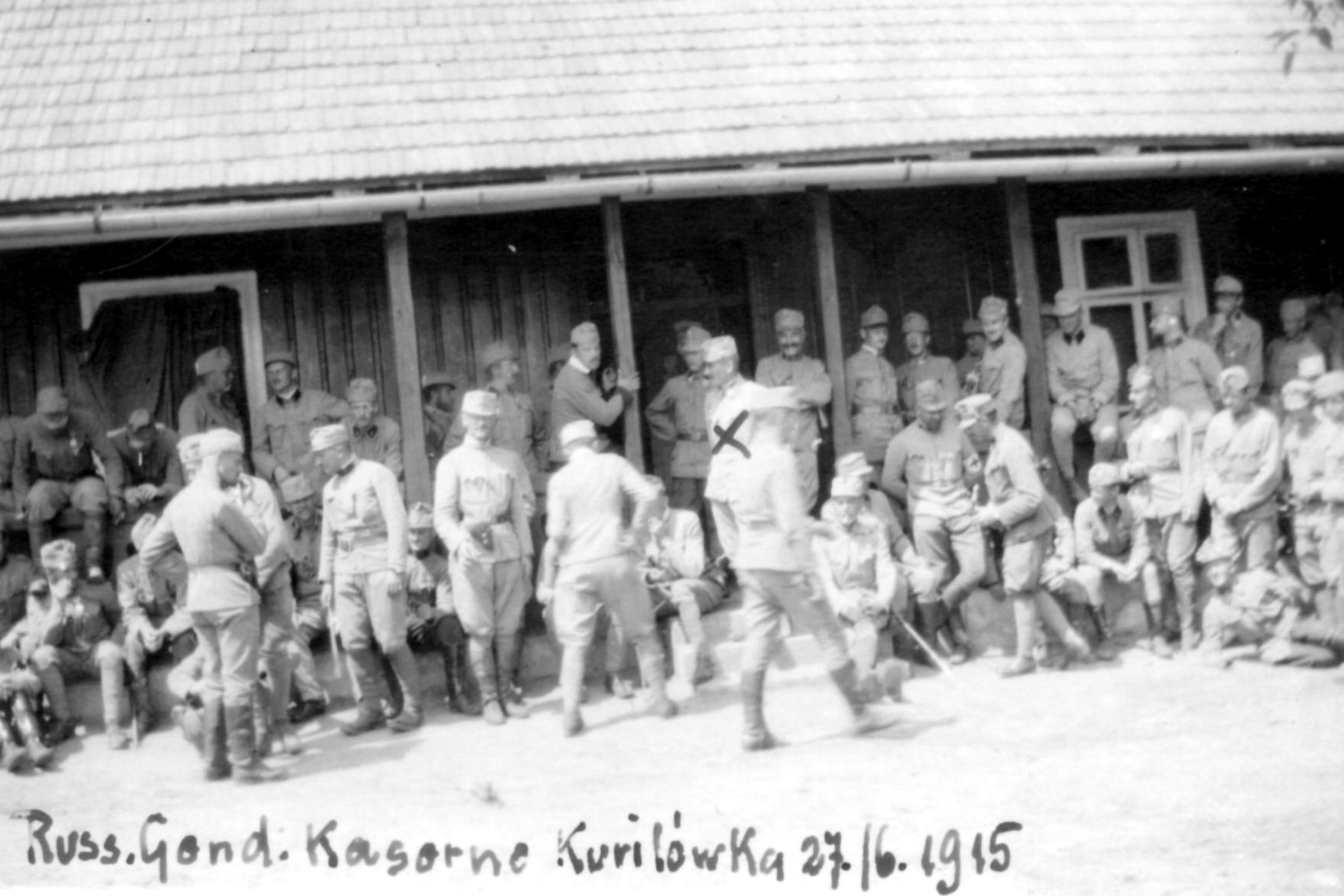
Żołnierze austro-węgierscy przed koszarami w Kuryłówce w 1915 roku

- ok. 1000 lat p.n.e. – pierwsze ślady pobytu człowieka (stanowiska archeologiczne kultury przeworskiej w Tarnawcu i Ożannie)
- okres rzymski – intensywny rozwój osadnictwa (znaleziska monet rzymskich w Tarnawcu)
- IV w. – najazdy Hunów
- V w. – początki tworzenia i ugruntowania kultury wczesnosłowiańskiej
- od X w. nieprzerwane osadnictwo (miejsce dogodne pod względem obronnym)
- 981 – książę kijowski Włodzimierz Wielkim opanowuje ten teren i włącza je do Księstwa Kijowskiego
- 1018 – Bolesław Chrobry przyłącza na powrót tereny do Polski
- 1031 – ponowne przyłączenie tych ziem do Rusi
- XIII w. – najazdy Tatarów Czyngis-chana
- 1344 – przyłączenie do państwa polskiego przez Kazimierza Wielkiego
- XIV wiek – Kuryłówka należy do dóbr królewskich w północno-wschodniej części województwa ruskiego. Złupiona i spalona przez wojska Kantymira Murzy
- ok. 1515 – lokalizacja osady Kuryłówka
- 1524- najazdy i spustoszenie ziem przez ordy tatarskie
- 1565–1570 – połączenie dwóch osad (Wywłoki i Kuryłówki) w jedną wieś o nazwie Kuryłówka.
- początek XVII w. – pojawia się w dokumentach nazwa Tarnawiec. Dziedziczka Zofia ze Sprowy Odrowąż nadała przysiółkowi Kuryłówki nazwę Tarnawiec na cześć nieżyjącego męża – bezpotomnego dziedzica Jana Krzysztofa Tarnowskiego
- 1624 – napad Tatarów,
- 1655 – napaść Szwedów
- 1657 – zniszczenia, rabunek i mordy dokonywane kolejno przez Szwedów i wojska księcia Rakoczego
- od połowy XVIII w. – powolne dźwiganie się ziem ze zniszczeń. Kuryłówka liczy 163 gospodarstwa, Ożanna – 99, a Brzyska Wola – 10
- 1768–1772 – udział mieszkańców w konfederacji barskiej
- 1772 – tereny dzisiejszej gminy włączone do zaboru austriackiego.
- 1786 – osadzenie niemieckich kolonistów w Tarnawcu (Dornbachu)
- 1812 – erygowanie parafii w Tarnawcu z pierwszym proboszczem ks. Leopoldem Lewickim. Sprowadzenie kolonistów niemieckich (luteranów) do przysiółku Cieplic odtąd zwanego Kolonią.
- 1819 – większość ziem starostwa leżajskiego, w tym ziemie Kuryłówki, nabywa hrabia Wojciech Mier
- 1830–1831 – ziemie te odkupuje hrabia Alfred Potocki
- 1863 – wybuch powstania styczniowego. W okolicy Kulna przechodzą na teren Królestwa Kongresowego oddziały powstańcze
- 1867 – zakończenie procesu o tzw. „zbieranie leżaniny”, który chłopi z Kuryłówki i Brzyskiej Woli wytoczyli hrabiemu Potockiemu. Wyrokiem sądu zezwolono chłopom na zbieranie w lesie suchych gałęzi i wierzchołków drzew nie grubszych od ręki
- 1872 – zakończenie budowy cerkwi prawosławnej w Kulnie
- 1887 – otwarcie poczty w Kuryłówce
- 1896 – otwarcie cerkwi greckokatolickiej w Kuryłówce. Rozbudowa kościoła w Kuryłówce – postawienie dwóch kaplic, babińca i wieży na sygnaturkę oraz dzwonnicy
- 1908 – zawiązanie przez księdza Juliana Krzyżanowskiego tzw. Kasy Stefczyka w Tarnawcu.
- 1910 – rozpoczęto budowę kościoła w Kolonii Polskiej z inicjatywy ks. Stanisława Szpetnara
- 1914 – erygowanie parafii w Kolonii Polskiej.
- 1915 – walki pozycyjne na linii Sanu. Ogromne zniszczenia wsi Kuryłówka, Tarnawiec i Kolonia Polska
- 1924 – wielki wylew Sanu
- 1925 – budowa nowych szkół w Brzyskiej Woli, Kuryłówce i Kolonii Polskiej dzięki ks. Stanisławowi Szpetnarowi.
- 1928 – utworzenie posterunków policji w Brzyskiej Woli i Kuryłówce
- 1934 – utworzenie gminy zbiorowej w Kuryłówce. W jej skład weszły wsie: Kuryłówka, Brzyska Wola, Wólka Łamana, Jastrzębiec, Rzuchów, Stare Miasto, Siedlanka (obecnie część Leżajska), Przychojec, Tarnawiec i Ożanna[11]. Wójtem gminy zostaje Jan Skiba, kolejnym – Jan Uchniat
- 12–18 maja 1935 – manifestacje patriotyczne związane ze śmiercią marszałka Józefa Piłsudskiego w Tarnawcu i Kuryłówce
- 21 maja 1936 – uroczyste otwarcie betonowego mostu na Sanie w Kuryłówce (faktycznie otwarty w kwietniu 1936, konstruktorem był inż. Leon Groch ze Lwowa)[12]
- 1937 – strajki chłopskie. Blokada dostaw artykułów rolnych do Leżajska na moście w Kuryłówce
- 1938 – epidemia czerwonki w Ożannie. Zmarły 24 osoby
- 13 września 1939 – wysadzenie mostu na Sanie
- 14 września 1939 – delegacja ukraińskich nacjonalistów uroczyście wita w Kuryłówce oddziały niemieckie
- 30 września 1939 – do Kuryłówki wkraczają oddziały armii sowieckiej
- 26 października 1939 – gmina Kuryłówka włączona do Generalnego Gubernatorstwa. Wójtem gminy zostaje Jan Kahl, sekretarzem Adolf Schonborn
- 3 listopada 1939 – podczas konferencji w Łańcucie aresztowani zostają nauczyciele z gminy Kuryłówka (m.in. Józef Szczęsny, Ludwik Fus). Józef Wójcik i Józef Szczęsny tworzą pierwsze struktury konspiracyjne Związku Walki Zbrojnej
- 13 czerwca 1940 – aresztowanie kierownika szkoły powszechnej w Kuryłówce Józefa Szczęsnego
- sierpień 1940 – wójtem gminy zostaje Adolf Schonborn
- 1941 – Niemcy przed atakiem na ZSRR budują most na Sanie i betonową drogę w kierunku Naklika. Utworzenie niemieckiej szkoły powszechnej w Tarnawcu
- 14 sierpnia 1942 – pacyfikacja Kulna. Niemcy zabijają 22 Ukraińców i 73 Żydów (ich mogiła znajduje się w lesie za wsią[13])
- wrzesień 1942 – pacyfikacja Kuryłówki. Bartłomiej Kościułek, Franciszek Skiba, Michał Czapla, Antoni Błoński, Antoni Makara, Aleksander Muskus, Franciszek Końcio, Tadeusz Ćwikła, Filip Nicpoń, Andrzej Krzywko, Konstanty Kuryło, Andrzej Hajdasz, Hybciński, Uchacz wywiezieni do obozu na Majdanku, skąd nie powrócili. Likwidacja kuryłowskich Żydów
- 1943 – powstanie posterunku policji ukraińskiej w Kuryłówce
- 1 sierpnia 1943 – zamach na Quislinga w lasach brzyskowolskich
- grudzień 1943 – po klęsce w Grabach z oddziału „Ojca Jana” wyodrębnia się grupa partyzantów pod dowództwem „Wołyniaka”
- luty/marzec 1944 – rajd sowieckich partyzantów Petra Werszyhory. Krwawe boje w okolicy Brzyskiej Woli, Ożanny i Dąbrowicy
- kwiecień 1944 – likwidacja wójta Adolfa Schonborna
- 29 czerwca 1944 – pacyfikacja przez Kałmuków Brzyskiej Woli, Kuryłówki, Tarnawca i Ożanny
- lipiec 1944 – wkroczenie na ziemię kuryłowską oddziałów 13 Armii 1 Frontu Ukraińskiego. Zarząd administracyjny sprawowany przez wojskowego komisarza wojennego. Utworzenie szpitala polowego dla żołnierzy sowieckich w Kuryłówce
- kwiecień 1945 – odtworzenie gminy Kuryłówka (7010 mieszkańców). W skład gminy wchodziły gromady Kuryłówka, Brzyska Wola, Piskorowie i Stare Miasto. Wójtami gminy byli Andrzej Ćwikła, Michał Parobek, Władysław Dąbek, Józef Paczocha i Władysław Pastuła
- kwiecień 1945 – aresztowanie i zabójstwo przez UB Janiny Oleszkiewicz-Przysiężniak – żony dowódcy oddziału AK majora Franciszka Przysiężniaka
- 7 maja 1945 – bitwa pod Kuryłówką – największa na ziemiach polskich bitwa oddziałów polskiego podziemia (NZW) z Sowietami, w której zginęło około 70 enkawudzistów
- 1945–1946 – wysiedlenie obywateli polskich narodowości ukraińskiej do ZSSR
- 1947 – Akcja „Wisła”. Wysiedlenie osób narodowości ukraińskiej na tzw. „Ziemie Odzyskane”
- po II wojnie światowej – różne akcje partyzantki niepodległościowej przeciwko komunistom
- jesień 1947 – oddział NZW Adama „Garbatego” Kuszy wysadził w powietrze budynek przeznaczony na siedzibę milicji w Kuryłówce
- lipiec 1958 – pobyt ks. Karola Wojtyły[14]
- 22 lipca 2007 – przez wieś przeszła trąba powietrzna, niszcząca kilkadziesiąt zabudowań gospodarskich
- 2008 – kolejny raz (poprzednio w 1993 roku) przez Kuryłówkę przejeżdżał kolarski wyścig Tour de Pologne

## Ludzie urodzeni w Kuryłówce
- Michał Krupa – żołnierz podziemia niepodległościowego w ramach Narodowej Organizacji Wojskowej i Narodowego Zjednoczenia Wojskowego.
- Stefania Pityńska – sanitariuszka w Narodowej Organizacji Wojskowej i Narodowego Zjednoczenia Wojskowego.
- Janina Przysiężniak – łączniczka i sanitariuszka NOW-AK, żona mjr. Franciszka Przysiężniaka.

## Ludzie związani z miejscowością
- Franciszek Wyspiański

## Architektura
- kościół św. Józefa
- kościół św. Mikołaja (dawniej cerkiew św. Paraskewy)
- pozostałości zamku Tarnowskich i Potockich
- pomnik poległych żołnierzy AK
- pomnik na Pamiątkę Wskrzeszenia Ojczyzny
- most drogowy na Sanie
- cmentarz parafialny